# Paul Martin (Bischof)

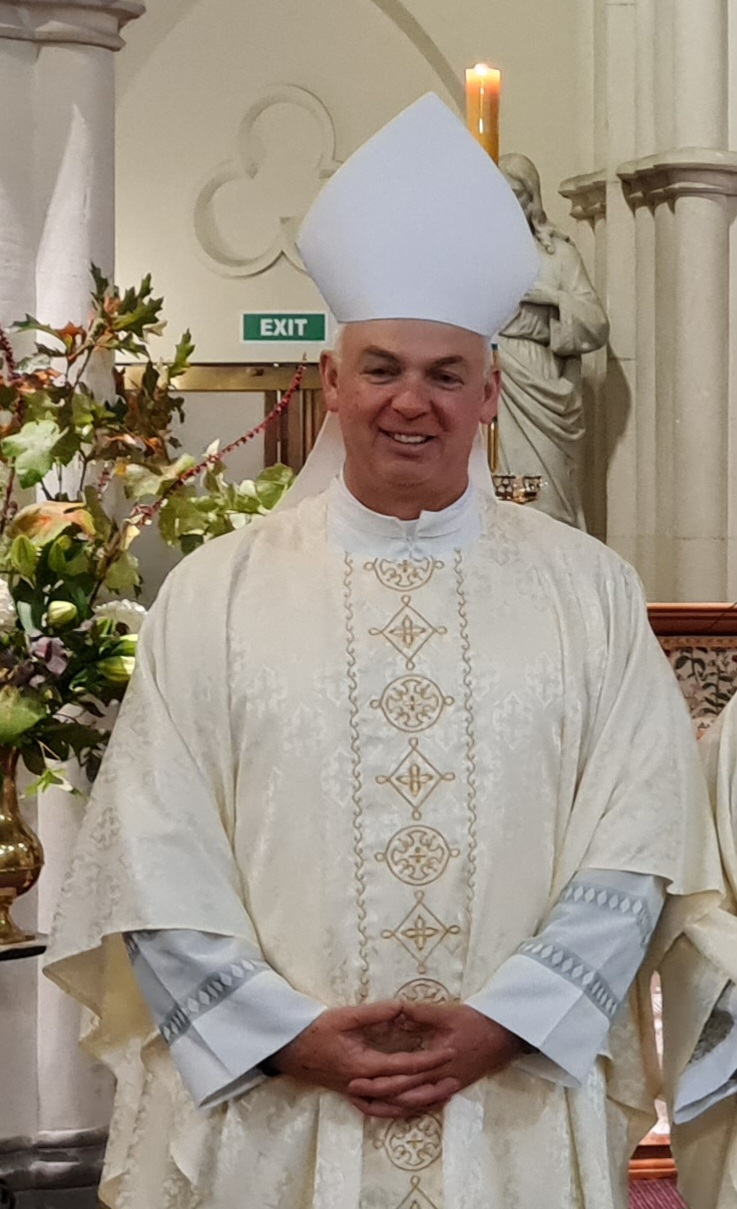
Erzbischof Paul Martin (2024)

Wappen von Paul Martin als Erzbischof von Wellington

Paul Martin SM (* 5. Mai 1967 in Hastings) ist ein neuseeländischer Ordensgeistlicher und römisch-katholischer Erzbischof von Wellington.

## Leben
Paul Martin trat 1985 der Ordensgemeinschaft der Maristenpatres bei und legte am 7. Januar 1988 die Profess ab. Er studierte an der University of Auckland und der Victoria University of Wellington. Nach dem Pastoralkurs empfing er am 4. September 1993 durch den Bischof von Palmerston North, Peter James Cullinane, das Sakrament der Priesterweihe.
Nach der Priesterweihe und einem Jahr in der Pfarrseelsorge absolvierte er ein Lehrerstudium und erwarb 1994 ein Diplom am Auckland College of Education. In den folgenden Jahren war er in der Pfarrseelsorge, als Lehrer und Schulleiter tätig. Von 2014 bis 2016 war er Vizeprovinzial und Provinzökonom der neuseeländischen Maristen.
Am 5. Dezember 2017 ernannte ihn Papst Franziskus zum Bischof von Christchurch. Die Bischofsweihe spendete ihm der Erzbischof von Wellington, John Atcherley Kardinal Dew, am 3. März des folgenden Jahres. Mitkonsekratoren waren der Altbischof von Christchurch, John Basil Meeking, und der Bischof von Palmerston North, Charles Edward Drennan.
Papst Franziskus ernannte ihn am 1. Januar 2021 zum Koadjutorerzbischof von Wellington. Bis zur Amtseinführung seines Nachfolgers Michael Andrew Gielen am 9. Juli 2022 verwaltete er das Bistum Christchurch weiter als Apostolischer Administrator.
Mit dem Rücktritt John Atcherley Dews am 5. Mai 2023 folgte er diesem als Erzbischof von Wellington nach. Am 27. Mai desselben Jahres ernannte ihn der Papst zudem zu Kardinal Dews Nachfolger als Militärbischof der neuseeländischen Streitkräfte.